# Estación Científica Antártica Ruperto Elichiribehety
Koordinaten: 63° 24′ 8″ S, 56° 58′ 23″ W
Die Estación Científica Antártica Ruperto Elichiribehety (ECARE) ist die offizielle Bezeichnung einer im Sommer betriebenen Forschungsstation des Staates Uruguay auf der Antarktischen Halbinsel.
Sie befindet sich, 500 Meter von der argentinischen Esperanza-Station entfernt, in der Caleta Choza südöstlich der Öffnung der Bucht Bahía Esperanza im Nordosten der Antarktischen Halbinsel.
Sie wurde am 22. Dezember 1997 vom Instituto Antártico Uruguayo gegründet. Der erste Leiter der nach Ruperto Elichiribehety benannten Station war José Unzurruzaga. Die personelle Kapazität beträgt 7 Personen.

## Geschichte
Die Station wurde 1945 von der British Antarctic Survey als Base D (Hope Bay) errichtet. Die Station wurde 1948 zum Teil durch Feuer zerstört, und 1964 geschlossen. Am 8. Dezember 1997 übergab die British Antarctic Survey die Station an Uruguay. Seitdem trägt sie ihren heutigen Namen.